# Nevada (teritoriu SUA)

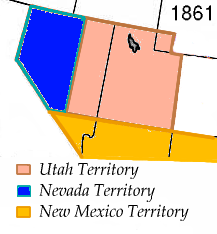
Teritoriul Nevada (The Nevada Territory) în 1861, alături de teritoriile Utah și New Mexico.

Teritoriul Nevada (în engleză, Nevada Territory) a fost un teritoriu istoric, organizat, al Statelor Unite ale Americii a cărui existență scurtă (2 martie 1861 - 31 octombrie 1864) a fost urmată de admiterea în Uniune, ca cel de-al 36-lea stat al acesteia, la 31 octombrie 1864, dată când a primit și "binecuvântarea oficială" datorată discursului de primire rostit de președintele Abraham Lincoln.
Înainte de desemnarea ariei Nevada ca teritoriu, aproape întreaga sa suprafață a fost parte a Teritoriului Utah de vest, zona fiind cunoscută sub numele Washoe, după numele tribului de nativi americani Washoe.
În ciuda abundenței argintului în zonă și a continuei creșteri a numărului de locuitori, majoritatea atrași de existența metalului prețios, populația teritoriului Nevada nu a fost suficient de numeroasă pentru a garanta conform legilor dreptul de a fi stat.  Totuși, trei fapte importante au înclinat balanța în favoarea obținerii de către Nevada a statutului de stat al  al Statelor Unite ale Americii: Uniunea avea nevoie de argintul respectiv, populația dorea în majoritate alipirea la Uniune, având în același timp o clară opțiune anti-sclavie.
Nevada a obținut aproape întreaga suprafață de azi în 1866, când porțiunile de est ale statului, așa cum ar fi Lincoln County și, respectiv, porțiunea sudică au fost cedate din teritoriile Utah și Arizona.
Trasarea exactă a graniței dintre statele California și Nevada, între Lacul Tahoe și intersecția celei de-a 35-a paralele cu Colorado River, a constituit un permanent subiect de discuție, fiind cartografiată și re-cartografiată de multe ori până în secolul 20.   În 1867, în ciuda opoziție populației statului Arizona, Congress-ul Statelor Unite a format un întreg comitat, Clark County, prin transferarea unei părți însemnate a comitatului Pah-Ute din componența entității Arizona Territory proaspăt formatului stat Nevada.
Capitala teritoriului a fost Carson City, iar primul și singurul guvernator teritorial al Teritoriului Nevada a fost James Warren Nye .  Secretarul teritoriului a fost Orion Clemens, fratele mai vârstnic al scriitorului Samuel Clemens, cunoscut mai ales sub pseudonimul său literar, Mark Twain.